# Dow Glickman
Dow "Dovaleh" Glickman (hebr. דב "דבל'ה" גליקמן; ur. 22 grudnia 1949 w Tel Awiwie) – izraelski aktor filmowy, telewizyjny i teatralny.

## Życiorys
Dow Glickman urodził się w Tel Awiwie w świeckiej rodzinie żydowskiej. Jego rosyjsko-żydowscy rodzice, Szlomo i Dwora, wyemigrowali do Ziemi Izraela w latach dwudziestych XX wieku. Karierę rozpoczął w trupie Naval Entertainment należącej do Sił Obronnych Izraela. We wczesnych latach 70. był członkiem zespołu Haifa Theatre, w którym grał różne role.

## Kariera aktorska
W 1977 roku po raz pierwszy pojawił się w filmie Judda Ne’emana Spadochroniarze. Przez dwadzieścia lat, w latach 1978-1998, Glickman występował wraz z Moni Moszonowem, Szlomo Barabą i Gidi Gowem w najdłużej emitowanym programie telewizyjnym Izraela, cotygodniowym programie satyrycznym Zehu Ze!. W 1995 roku zagrała w Ephraim Kiszon „s TV komedii Sipurej Efraim. W 2013 roku zagrał w cieszącym się międzynarodowym uznaniem filmie Big Bad Wolves, za który na festiwalu Fantasporto zdobył nagrodę dla najlepszego aktora. Na przestrzeni lat wystąpił w wielu znaczących produkcjach teatralnych, a także w filmowych.
W 2013 roku zagrał główną rolę w serialu telewizyjnym Sztisel, jako ponury, kwaśny i charyzmatyczny rabin Szulem Sztisel, za którą dwukrotnie zdobył izraelską nagrodę Akademii dla najlepszego aktora pierwszoplanowego.
W latach 90. wskrzesił swoją postać z Zehu-Ze, Szaula, sprzedawcę kwiatów w kampanii reklamowej Yellow Pages, gdzie ukuł termin „wa-wa-wi-wa” używany później przez Sachę Barona Cohena. Kampania w 2002 roku przerodziła się w serial telewizyjny, napisany i stworzony przez Glickmana.
W 2016 roku zagrał ministra handlu w Norman: The Moderate Rise and Tragic Fall of a New York Fixer Jozefa Cedara. W 2018 roku zagrał ocalałego z holokaustu w austriackim filmie „Murer: Anatomie eines Prozesses”, w uznanym przez krytyków miniserialu „Stockholm,” w filmie Jankula Goldwassera „Laces”, za który otrzymał nagrodę Akademii Izraelskiej dla najlepszego aktora drugoplanowego oraz w serialu "The Conductor" Jehonatana Indurskiego i Ori Alona, u boku Li’ora Aszkenaziego. Od 2016 roku grał główną rolę w teatralnej komedii politycznej „Angina Pectoris” Michala Aharoniego.
W latach 2018/2019 zagrał Etgara w wyprodukowanej przez C. Kosminskiego i wysoko ocenianej inscenizacji "Vögel" Wajdiego Mouawada Burkharda w Schauspielhaus Stuttgart.